# Vranovské jasany
Vranovské jasany jsou památné stromy u vesnice Vranov, části obce Mnichova v okrese Domažlice, jihozápadně od Poběžovic. Dva jasany ztepilé (Fraxinus excelsior) rostou u hlavní silnice na jihozápadním konci vsi v nadmořské výšce 670 m. Jejich kmeny měří 394 a 414 cm, obě koruny dosahují do výšky 25 m (měření 2005). Chráněny jsou od roku 2005 pro svůj vzrůst a jako krajinná dominanta.

## Stromy v okolí
- Vranovské jilmy
- Pivoňské lípy I.
- Pivoňské lípy II.
- Sezemínská lípa